# Петрова, Ольга Ивановна
Ольга Ивановна Петрова (1920—1999) — советская актриса театра. Народная артистка РСФСР (1981).

## Биография
Родилась 20 декабря 1920 года в д. Лядное в цыганском таборе. Отец работал в гужевой артели, занимаясь лошадьми, мать занималась домашним хозяйством.
В 1938 году, не имея специального образования, но будучи прекрасной исполнительницей цыганских танцев и песен, Ольга поступила в театр «Ромэн» (ныне Московский музыкально-драматический цыганский театр «Ромэн»). Здесь проработала до конца жизни.
Участница Великой Отечественной войны, в составе фронтовых бригад выступала в тыловых госпиталях и на фронте. Была награждена медалью «За оборону Кавказа».
Умерла 8 августа 1999 года в Москве, похоронена на Троекуровском кладбище.

### Семья
- Первый муж — Борис Сергеевич Холфин (1913—1992), солист балета ГАБТ.
  - Сын — Андрей Борисович Петров (1945—2023), солист балета ГАБТ, создатель и художественный руководитель театра «Кремлёвский балет» (1990), народный артист РСФСР[3]
- Второй муж — Александр Альбертович Антокольский (1916—1999), русский советский прозаик и драматург.
  - Сын — Владимир Александрович Антокольский (род. 1962).

## Фильмография
- 1958 — Трудное счастье — злая цыганка
- 1957 — Дорогой ценой — Мариуца

## Награды
- Заслуженная артистка РСФСР (8.03.1960).
- Народная артистка РСФСР (2.06.1981).
- Орден Дружбы народов